# José Loureiro Botas
José Loureiro Botas (Marinha Grande, Vieira de Leiria, Praia da Vieira, 6 de Julho de 1902 - Lisboa, 18 de Junho de 1963) foi um comerciante, jornalista e escritor português.

## Biografia
De família humilde, foram seus pais Joaquim Loureiro Botas e sua mulher Maria Malaquias. O pai de José Loureiro Botas, dono duma companhia de pesca, exercia também funções de banheiro salva-vidas, tendo sido condecorado com a Medalha do Real Instituto de Socorros a Náufragos pela Rainha D. Amélia de Orleães, em 1892, pelo seu mérito nessa tarefa. Quanto à mãe, ocupava-se no comércio de pescado.
Frequentou em Vieira de Leiria a Instrução Primária, que concluiu aos 9 anos, com Distinção. Nessa altura, em 1911, "O Século" noticia o facto, advogando um apoio governamental que lhe permitisse prosseguir os estudos. Mas o apoio pedido não surge. Chegando a matricular-se no Liceu de Leiria, Botas não pode contudo, por falta de recursos, frequentar as aulas. Uma possibilidade de ajuda nesse sentido por parte do Padrinho rapidamente desaparece também, devido à súbita morte deste.
Logo que fez Exame de Instrução Primária, aos 9 anos, José Loureiro Botas começa, então, a trabalhar no Comércio, primeiro na Marinha Grande, depois, a partir dos 18 anos, empregou-se no Comércio em Lisboa. Aí, trabalhou numa retrosaria e numa loja de roupas do Chiado. Mais tarde, tornou-se proprietário comercial, primeiro duma retrosaria e, depois, com outros Sócios, da Pastelaria Irlandesa, na Rua Alexandre Herculano, a partir de 1938.
No princípio dos anos de 1920, frequentou, tendo sido aprovado com elevada classificação, o Curso nocturno de Comércio do Ateneu Comercial de Lisboa, instituição de que era Sócio desde 1921, e que concluiu com Distinção.
Pertenceu aos Corpos Sociais e à Direcção do Ateneu Comercial de Lisboa durante mais de 30 anos, desde 1930 até falecer. Dedicou a esta associação o seu primeiro livro, Litoral a Oeste.
José Loureiro Botas relaciona-se com alguns círculos da intelectualidade da época, entre escritores, jornalistas e artistas plásticos. Todos os Verões, regressa à Praia da Vieira, onde mantém igualmente uma extensa rede de contactos.
Foi no Boletim e noutras folhas do Ateneu Comercial de Lisboa que publicou os primeiros textos. Como Escritor, revelou-se logo, tendo sido também premiado, nos Jogos Florais do Ateneu Comercial de Lisboa de 1938-1939, ganhando os primeiros prémios em novela desportiva e conto. Ganhou ainda, com a novela Medalha de Oiro, um Prémio Literário associado aos Jogos Desportivos Nacionais de 1937.
Em 1940, inicia a publicação em livro dos seus trabalhos, e lançou um livro de contos, com Litoral a Oeste, com que obteve o Prémio Fialho de Almeida, do Secretariado Nacional de Informação, trabalho que a crítica consagrou, e que foi duas vezes reeditado. Em 1944, sai publicado Frente ao Mar, que teve segunda edição, produção que o classifica como um dos melhores contistas contemporâneos Portugueses. O terceiro livro, Maré Alta, é de 1952. Sete anos depois, em 1959, vem a lume Nasci à Beira do Mar (versos), e, em 1963, publica-se Barco sem Âncora. Como é sabido, os contos e novelas de José Loureiro Botas têm por tema principal a vida da população pobre da Praia da Vieira, sobretudo dos pescadores e ocupações adjacentes. Muitas vezes, pintou nos seus escritos personagens e acontecimentos verídicos.
Dedicou-se, também, ao Jornalismo, tendo colaborado em muitos jornais e revistas, mas, principalmente, acidentalmente no "Mundo Ilustrador" e n' "O Século", "Diário Popular" e "Atlântico". Também o "Boletim do Ateneu Comercial de Lisboa" continua a publicar contos seus, o mesmo fazendo em 1979, já depois da sua morte, o "Jornal da Marinha Grande", no qual, entre 25 de Maio de 1978 e 26 de Julho de 1979, é publicado Barco sem Âncora.
Em 1959, fora já homenageado em Sessão Solene no Ateneu Comercial de Lisboa.
O seu funeral realizou-se no cemitério de Vieira de Leiria. Após a sua morte, o Ateneu Comercial de Lisboa inicia uma subscrição para colocar no túmulo de José Loureiro Botas uma lápide evocativa, que será colocada anos mais tarde.
Ainda antes disso, em 1965, a Biblioteca de Instrução Popular dedicou ao autor a sua Sessão Solene de Aniversário, à qual se deslocam representantes do Ateneu Comercial de Lisboa. No ano seguinte, em 1966, a Escola desta última Associação prestou também homenagem ao escritor, atribuindo o seu nome, em sessão solene, a uma Sala de Biblioteca e convívio. Em 1971, o dinamizador da recém-iniciada actividade cultural no Ateneu Comercial de Lisboa coloca essa nova linha de acção associativa sob a evocação de José Loureiro Botas. Em 1977, é dado o seu nome a uma Rua da Praia da Vieira. A Escola do 3.° Ciclo do Ensino Básico e do Ensino Secundário da Praia da Vieira recebeu o seu nome.
A sua obra foi objecto de análise pela jornalista Leonor Bandarra, em sucessivos números do "Correio do Minho", tendo o conjunto dessa análise sido publicado em opúsculo em 1974.
José Loureiro Botas encontra-se antologiado na Bulgária, numa colectânea de autores portugueses editada naquele país em 1979.
Bibliografia do Autor:
- 1934, Um Casamento no Ateneu, "O Gargalhadas" (folha do Ateneu Comercial de Lisboa), Carnaval de 1934.[2]
- 1938, Como eu vi a ilha da Madeira, "O Ateneu". Boletim do Ateneu Comercial de Lisboa, Março a Agosto de 1938.[2]
- 1940, Litoral a Oeste, Lisboa, Portugália. (2.ª Edição: 1944).[2]
- 1944, Sem título (entrevista ao "Documentário do Ar Portugal- Brasil"), "A Voz da Marinha Grande", 24 de Fevereiro de 1944.[2]
- 1944, Frente ao Mar, Lisboa, Portugália.[2]
- 1950, A Praia da Vieira continua às escuras, A Voz da Marinha Grande, 2 de Novembro de 1950.[2]
- 1952, Maré Alta, Lisboa, Edição do Autor.[2][4]
- 1959, Nasci à beira do mar, Versos, Lisboa, Portugália.[2]<ref name="GEPBA29">
- 1960, Oito décadas, "O Ateneu". Boletim do Ateneu Comercial de Lisboa, 11.ª Série, N.º 4, Junho 1960.[2]
- 1961, Hino ao Ateneu (versos), O Ateneu, Boletim do Ateneu Comercial de Lisboa, 11.ª Série, N.º 12, Fevereiro 1961.[2]
- 1963, Barco sem Âncora, Lisboa, Portugália.[3][2]